# Necla Rüzgar
Necla Rüzgar (* 1972 in Tunceli) ist eine türkische Künstlerin. Rüzgar lehrt Malerei an der Fakultät der Künste der Hacettepe-Universität in Ankara, wo sie sich im Jahr 2004 habilitiert hat. Ihr figürliches Werk besteht aus Malerei, Skulptur, Zeichnung, Collage und Video. Als Kuratorin hat Rüzgar mit Susann Wintsch die 2012 erschienene Nummer 2 von Treibsand – Contemporary Art Space on DVD (Keep on Keeping On. Contemporary Art in Istanbul) mitrealisiert. Sie lebt in Istanbul und Ankara.

## Werk
Necla Rüzgars Szenerien stellen die sozialen und politischen Bedrängnisse des alltäglichen Lebens vor, konfrontieren sie aber mit einer anderen, zarten und magischen Realität. Ihre früheren Arbeiten spiegeln ambivalente Situationen, die verstecktes Begehren, Versuchungen, sexuelle Gewalt, Bestialität und hierarchische Machtsituationen in beklemmenden Andeutungen vorstellen und kulturell codierte Erwartungen in expliziter Weise herausfordern. Necla Rüzgar stellt international aus. In der Gallery Nev in Ankara waren mehrere Einzelausstellungen der Künstlerin zu sehen, in der sich ihre einzelnen Gouachen, Gemälde oder Skulpturen in ein „episches“ Gesamtwerk einzugliedern scheinen. Die Künstlerin verwendet in ihren Arbeiten oftmals ihr eigenes Porträt als Alter Ego für eine weibliche Figur, die wie andere verletzliche Wesen, Rehe, Hirsche oder Sperlinge, zur potenziellen Beute wird. In ihrem Werk sei jedoch auch eine bedingungslose Suche nach Schönheit und Freiheit im Angesicht der Gewalt sichtbar, die „Einspruch gegen die Dunkelheit“ erhebt.

## Ausstellungen
- 2018: “Creature with Multiple Hearts”, Galata Greek Primary School, Istanbul (Einzelausstellung)[7][8][9]
- 2017: „The Angel's Share“, DEPO, Istanbul. Kuratorin: Deniz Artun
- 2017: “Vertical Dialogue. Paola Junqueira und Necla Rüzgar”, Galerie Widmer Zürich
- 2016: “Impenitent”, Nazım Hikmet Kültürevi, Bursa, Türkei, Kuratoren: Neriman Polat & Arzu Yayıntaş
- 2016: „Freundschaftsspiel, Istanbul-Freiburg“, Museum für Neue Kunst, Freiburg, Deutschland. Kuratoren: Didem Yazıcı & Christine Litz
- 2016: “The Overcoming Silence”, Gallery Nev, Ankara, Türkei (Einzelausstellung)
- 2016: “Salon Blanche Art Talks”, Salon Blanche, Zurich, Switzerland, Kuratoren: Susann Wintsch & Chris Bünter (Einzelausstellung)
- 2014: “Fauna”, Galerie Nev, Ankara, Türkei (Einzelausstellung)
- 2014: “Circumstances Favorable to Natural Selection”, Victoria Art Center, Bucharest, Kurator: Olivia Nitis
- 2014, “Young Collectors”, Elgiz Museum, İstanbul, Türkei, Kurator: Haşim Nur Gürel
- 2014: “I Am Better Than Tomorrow!”, Hayaka Artı, Istanbul, Türkei, Kurator: Ferhat Özgür
- 2013, “Good Girls”, the National Museum of Contemporary Art Bukarest[10], Rumänien, Kuratoren: Bojana Pejic & Olivia Nitis
- 2011: „Damage Diagnosis“, Gallery OUTLET (heute Pilot Galeri), Istanbul, Türkei (Einzelausstellung)
- 2009: „Under my feet I want the world, not heaven!“ / „Boden unter meinen Füssen, nicht den Himmel“, kuratiert von Beral Madra, in der Ausstellungsreihe ISTANBUL NEXT WAVE, Akademie der Künste, Berlin[11]